# Barilàmbdids
Els barilàmbdids (Barylambdidae) són una família extinta de mamífers pantodonts que visqueren durant el Paleocè. Com tots els pantodonts, els barilàmbdids eren plantígrads de cinc dits a cada pota i amb el cos massiu.

## Gèneres
- Barylambda Patterson 1937
- Haplolambda Patterson 1939
- Ignatiolambda Simons 1960
- Leptolambda Patterson i Simons 1958